# Санада Јукимура
Санада Нобушиге (真田信繁, 1567–1615), познатији као Санада Јукимура (真田幸村), био је самурај и војсковођа у Периоду зараћених држава у Јапану. Запамћен је као један од најбољих ратника у историји Јапана.

## Младост
Санада Јукимура био је други син Санада Масајукија. Његов старији брат био је Санада Нобујуки. Санада Масајуки био је у спору са Токугава Иејасуом, који је планирао напад на дворац Уеда. Због тога је Масајуки, док је Јукимура још био млад, склопио договор са Уесуги Кагекацуом по ком би Санада клан добио подршку од Уесуги клана у борби против Токугаве, а заузврат је Јукимура послат у Касугајама дворац као талац Уесуги клана. У периоду док је био талац Уесуги клана, Јукимура је био под старатељством Суде Мицучике. Учествовао је у Опсади Уеда дворца (1585), у којој је Санада клан успешно одвратио Токугавину војску. Крајем године, његов отац Масајуки удружује се са Тојотоми Хидејошијем, а као резултат Јукимура више није талац Уесуги клана и прелази у службу Тојотомија Хидејошија. Јукимура се оженио Хидејошијевом усвојеном ћерком Акихиме.

## Битка код Секигахаре и изгнанство
1600. године, непосредно пре Битке код Секигахаре, Санада клан је у савезу са Токугава кланом кренуо против Уесуги клана, међутим овај поход зауставњен је кад је Мицунари Ишида упутио Токугава Иејасуу оптижницу од тринаест прекршаја, учинвши га државним непријатељем. Под притиском овога, Санада Масајуки прелази на страну Западне коалиције (анти-Токугава коалиције) и повлачи се с бојног поља у Уеда дворац са Јукимуром.
Ову промену страна пратио је напад од стране Иејасуовог сина, Хидетаде, који је резултирао Другом опсадом Уеда дворца. У овој бици Санада Јукимура и његов отац победили су упркос многоструко мањим војним снагама. Међутим, пошто је у Бици код Секигахаре изгубила Западна коалиција (на чијој су страни тада били), Јукимура и Масајуки послати су у изгнанство у Кудојаму. Тада је Санада Јукимура имао 32 године, и познато је да је за време изгнанства писао поезију и писма познаницима. 
Међутим, не могавши да издржи живот у изгнанству, већ десетог месеца 1614. године је побегао и као ронин се придружио снагама Тојотоми Хидејорија и постао један од његових главних генерала. Управо период након што је ушао у службу Хидејорија је онај који му је донео највише славе и титуле као што су Гримизни демон ратовања, Најбољи ратник Јапана, Последњи херој Сенгоку периода и слично.

## Опсада Осака дворца

### Зимска опсада (1614.)
Тојотоми Хидејори се у сукобу са Токугавом опредељује на дефанзивни приступ, чекајући непријатељски напад унутар Осака дворца. Ово је била још једна прилика да Санада Јукимура примени своју вештину у осмишљању одбрамбене стратегије против далеко веће војне снаге, као што је чинио у опсадама Уеда дворца. Тојотомијева страна је бројала око 113.000 војника, док је Токугава нападао са око 194.000 војника. Пошто је јужна страна дворца била најмање осигурана у случају напада, ту је изграђено спољно утврђење из ког би Јукимура управљао војском, због чега је утврћење названо Санада-Мару.
Токугава снаге су 3. јануара 1615. године управо ову страну напали у великом броју. Први напад, који је водио Маеда Тошицуне (1593-1658), брзо је заустављен паљбом из аркебуза. Други и трећи напади, које су предводили Мацудаира Таданао (1595-1650) и И Наотака (1590-1659), најпре су успорени паљбом Санада-мару јединица, а затим пресретнути Тојотомијевим снагама под вођством Кимуре Шинегарија (1593-1615). Наредног дана је поново био покушај продирања у дворац под вођством Тодо Такеторе (1556-1630), али је поново био неуспешан. Услед овога, Токугавине снаге су се повукле уз велике губитке и одлучиле да одустану од пешадисјког напада и започели артиљеријску паљбу на дворац. 
Паљба није била толико ефектна против зидина дворца колико је била на психолошко стање. Тојотоми Хидејори је, под притиском забринуте мајке, тражио мировне преговоре са Токугавом десет дана након почетка бомбардовања. 21. јануара 1615. године званично се завршава Зимска опсада Осака дворца.

### Летња опсада (1615.)
Склопљени мир био је краткотрајан будући да је Токугава Иејасу наредио свом сину да уништи спољна утврћења Осака дворца, на шта је Тојотоми Хидејори реаговао наредбом да се она поправе. Ово је Иејасу искористио као прилику да оптужи Хидејорија да угрожава мир тиме што поново скупља војску и утврђује дворац. Под овим изговором, Токугава поново шаље своје трупе у Осаку. Овога пута Тојотомијева страна не дочекује напад и креће у офанзиву. 24. маја у Кашију уследио је један пораз за Тојотомијеву војску од стране Асано Нагакире (1586-1632). Наредни значајни догађај била је битка код Домјо-ђија, где су се сусреле трупе Санада Јукимуре и славног војсковође Дате Масамунеа (1567-1636). У овој бици Јукимура се супротстављао исцрпљеном војском од свега 3.000 војника далеко снажнијој трупи од 10.000 људи, због чега се одлучио на повлачење у Осака дворац.
Кулминацију сукоба представља битка код Тено-ђија 3. јуна 1615. године. Када се Јукимура враћао у Осака дворац, затекао је Токугавину војску која је бројала око 150.000 људи и полако улазила у формацију за свој коначни напад. Тојотомијеве снаге су са око 54.000-60.000 људи искористиле последњу прилику да нападну, у нади да ће далеко веће трупе макар ухватити неспремне. Јукимура је спровео јуриш низ планину Ћаусујама и започео жесток напад на трупе Мацудаира Таданаоа. Како се Мацудаирина формација ломила, сам Токугава Иејасу је послао своје централне снаге да му помогну, а Јукимура је овде угледао шансу - када би успео довољно дуго да преокупира Токугавине централне снаге, Хидејори би могао да нападне сада угрожен бок. Стога је послао свог сина Санада Даисукеа да наговори Хидејорија да напусти дворац и крене у напад, међутим кад је Хидејори стигао било је прекасно. Исцрпљеног Јукимуру убио је Токугавин самурај Нишио Низаемон, а његове трупе су убрзо савладане. Наредног дана Осака дворац је запаљен.